# Лику (Уоллис и Футуна)
Лику (уолл. Liku) — деревня в районе Хахаке в королевстве Увеа на Уоллис и Футуна.

## География
Лику находится на северо-востоке района Хахаке на востоке острова Увеа. На востоке граничит с деревней Афала, на севере с Алофиваи, на юге — с Акаака.
В деревне есть церковь (фр. Chapelle Liku). Близ церкви находится ресторан. На западе — гора Афала (148 м; уолл. Afala), на северо-западе — гора Лока (131 м; уолл. Loka).

## Население
Население деревни Лику:
| Год  | Численность | Численность |
| ---- | ----------- | ----------- |
| 2013 | 589         |             |
| 2018 | 605         |             |